# Самерфилд (Мериленд)
Самерфилд (енгл. Summerfield) насељено је место без административног статуса у америчкој савезној држави Мериленд.

## Демографија
По попису из 2010. године број становника је 10.898.
| Група             | 2000.    | 2010.         |
| Белци             | 0 (0,0%) | 178 (1,6%)    |
| Афроамериканци    | 0 (0,0%) | 9.993 (91,7%) |
| Азијати           | 0 (0,0%) | 141 (1,3%)    |
| Хиспаноамериканци | 0 (0,0%) | 493 (4,5%)    |
| Укупно            | 0        | 10.898        |